# Варвары (фильм, 1987)
«Ва́рвары» (англ. The Barbarians) — фильм в жанре фэнтези режиссёра Руджеро Деодато и сценариста Джеймса Р. Силка. В главных ролях — Ричард Линч и Ева ЛаРю Каллахан.
Фильм был снят при бюджете в 4 млн долларов и вышел на экраны в США и Италии в 1987 году. Также известен как «Братья-варвары». Питер и Дэвид Пол за этот фильм были номинированы на премию «Золотая малина» как худшие новые звёзды.

## Сюжет
«На заре мира» рагники, племя путешествующих артистов, владеющие очень ценным, магическим рубином, атакованы злым тираном Кадаром (Ричард Линч). Он берёт в заложники их королеву Канари (Вирджиния Брайант), однако ей удаётся скрыть волшебный рубин, которым Кадар хочет укрепить свою силу. Кадар забирает в плен двух юных близнецов из племени, Кутчека и Гора, после того как они откусили ему два пальца, но соглашается пощадить их, если Канари станет его невестой.
Братьев разлучили и они были вынуждены работать в каменоломне, несмотря на изнуряющий рабский труд, они растут как удивительно сильные парни. По достижению совершеннолетия, Кадар поставил их в поединок на смерть друг против друга. Им надели металлические шлемы. Во время сражения, Гор (Дэвид Пол) выбивает шлем Кутчека (Питер Пол), обнажая его лицо. Узнав друг друга и увидев Канари пленённую тираном, близнецы бегут из крепости. В лесу они находят своих соплеменников. Сначала их ошибочно принимают за врагов и почти казнят, Кутчека и Гора узнали по меткам, сделанным на их шеях.
Разгневанные жестокостями, которыми им пришлось пережить братья намереваются вернуться и отомстить тирану. Исмена (Ева ЛаРю Каллахан), узница из племени Рагникс, отправилась с братьями к торговому посту чтобы заполучить оружие, но им пришлось уйти с пустыми руками. Втроём они пробрались в место где Канари держут в заточении. Но вместо того чтобы сбежать с братьями, Канари настояла чтобы они достали спрятанный рубин, охраняемый драконом, там, где племя Рагникс впервые заполучили его, в месте под названием Глиняная пустыня. Их появление вскоре обнаруживается, колдунья Чина (Шиба Алахани) пытает Канари, чтобы получить информацию о месте нахождения рубина, ей это удаётся и она отправляется в Глиняную пустыню, находит камень, появляется дракон который съедает её.
Следуя совету Канари, близнецы и Исмена направились в секретную гробницу добыть оружие для боя с драконом, затем сразив, достают из него рубин. Братья возлагают доставить рубин на Исмену, а сами отправляются на бой с тираном. Кадар узнавший о предательстве Чины, вместе с Канари прибывает в Глиняную пустыню. Канари зная, что её время подходит к концу зовёт Кутчека и Гора, взывает к силе рубина и заставляет Кадара убить её. Братья убивают тирана.
После смерти Канари рубин потерял свою силу, но Исмена не намеренна сдаваться, неожиданно рубин засиял. Это был знак для выбора новой королевы, вставляя камень в пупок, ни одну из девственниц племени камень не выбрал, после чего племя выбирает Исмену, вставленный рубин прилипает к пупку. Исмена раскрывает себя как Кара, показывая метку племени на её шее. Теперь они могут продолжить свои странствия и приключения.

## Актёры
| Актёр               | Роль                                           |
| ------------------- | ---------------------------------------------- |
| Питер Пол           | Кутчек (англ. Kutchek)                         |
| Дэвид Пол           | Гор (англ. Gore)                               |
| Ричард Линч         | Кадар (англ. Kadar)                            |
| Ева ЛаРю Каллахан   | Исмена(Кара) (англ. Ismene)                    |
| Майкл Берриман      | Диртмастер (англ. Dirtmaster)                  |
| Вирджиния Брайант   | Канари (англ. Canary)                          |
| Шиба Алахани        | Чина (англ. China)                             |
| Франко Пистони      | Ибар (англ. Ibar)                              |
| Раффаэлла Бараччи   | Аллура (англ. Allura)                          |
| Паскуале Беллацекка | молодой мальчик Кутчек                         |
| Джованни Чьянфрилья | сильный человек Гедо (англ. Ghedo - Strongman) |
| Анджело Рагуса      | человек Кадара                                 |
| Нанни Бернини       | человек Кадара                                 |

## Производство
В ноябре 1985 года «Голливудский репортёр» заявила, что сценарист Джеймс Р. Силк заканчивает свой сценарий «Варвары», а вместе с сербским режиссёром Слободаном Шияном они начали искать места для съёмок. Позже в июле 1986 года, заявили, что Шиджан был заменён режиссёром Руджеро Деодато. Основные съёмки фильма начались 4 августа 1986 года в Риме, затем переместились в горы Абруццо в августе 1986 года. Производство закончилось к октябрю 1986 года.
Костюмер Лукас Ганн, работавший над несколькими костюмами существ для фильма, сам сыграл роль медведя, это был его первый дизайн существа.

## Критика
Джош Пэснэк на сайте Thevideograveyard.com в своей рецензии к фильму написал, что фильм находится на тонкой грани между «Плохим фильмом» и «Забавным плохим фильмом».

## Дата выхода
| Страна            | Дата           |
| ----------------- | -------------- |
| США               | 20 марта 1987  |
| Италия            | 24 апреля 1987 |
| Франция           | 8 июля 1987    |
| Республика Корея  | 14 ноября 1987 |
| Аргентина         | 26 ноября 1987 |
| Западная Германия | 5 мая 1988     |
| Португалия        | 9 февраля 1989 |